# 新疆农业大学
新疆农业大学（維吾爾語：شىنجاڭ يېزائېگىلىك ئۇنىۋېرسىتېتى‎）是位于中国新疆维吾尔自治区乌鲁木齐市的一所自治区重点建设的大学。现有学生近20000人。教职工1500余人，其中专任教师903人，具有副高以上职称教师383人，具有硕士以上学位教师581人。

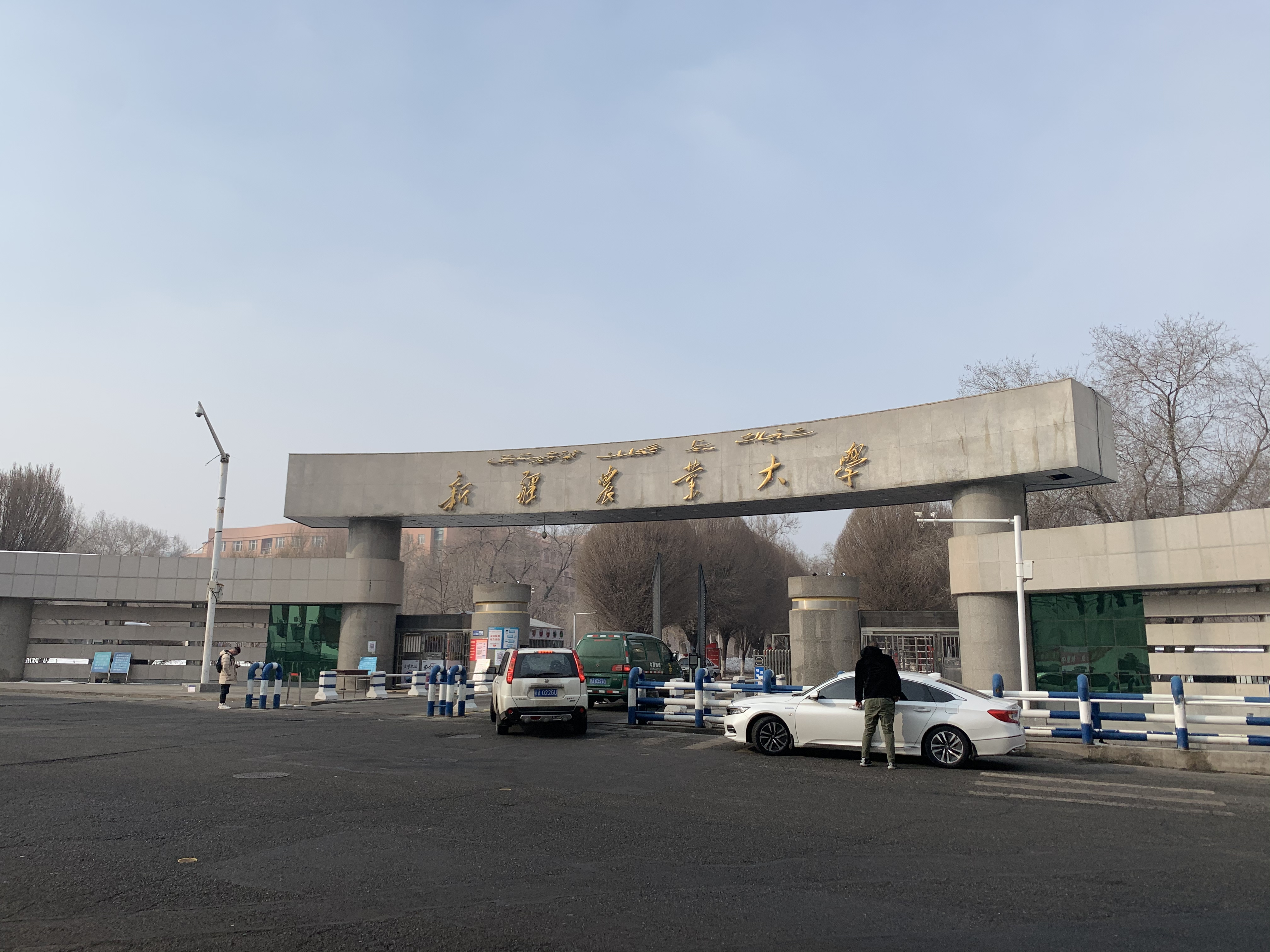
新疆农业大学校门

## 历史
1952年8月1日，新疆八一农学院成立。其建立经毛泽东和中央军委同意，由王震将军创建。首任院长涂治。
1995年4月21日，经原国家教委批准，更名为新疆农业大学。
2021年1月25日，经中华人民共和国教育部批准，原由新疆农业大学管理的独立学院新疆农业大学科学技术学院自2021年起停止招生、终止办学，回归举办高校。

## 院系
院系：机电工程学院、草业与环境科学学院、林学与园艺学院、农学院、动物科学学院、管理学院、化学工程学院、计算机及信息工程学院、经济与贸易学院、水利与土木工程学院、林学与园艺学院、动物医学院、食品科学与药学院、葡萄与葡萄酒学院、数理学院、外国语学院、中国语言学院、生命科学学院。
专业：草业科学、环境科学、农业资源与环境、地理信息系统、生态学、动物科学、水产养殖学、动物医学、动物药学、资源环境与城乡规划管理、土地资源管理、公共事业管理、人力资源管理、法学、房地产开发与管理、应用化学、化学工程与工艺、机械设计制造及其自动化、交通运输、农业机械化及其自动化、交通工程、农业电气化与自动化、电气工程及其自动化、新能源科学与工程、计算机科学与技术、信息管理与信息系统、电子信息科学与技术、物联网工程、市场营销、农林经济管理、经济学、国际经济与贸易、旅游管理、会计学、工程管理、林学、园林、森林资源保护与游憩、生物科学、园艺、设施农业科学与工程、农学、植物保护、生物技术、种子科学与工程、动植物检疫、食品科学与工程、包装工程、食品质量与安全、药学、数学与应用数学、水利水电工程、农业建筑环境与能源工程、农业水利工程、土木工程、水土保持与荒漠化防治、水文与水资源工程、英语、汉语言、中国少数民族语言文学。

## 科研
“十一五”以来，学校获得科技成果奖41项，其中国家科技进步二等奖1项，自治区科技进步一等奖6项、二等奖14项、三等奖14项，自治区社会科学优秀成果一等奖2项、三等奖3项。